# آرلینگتون (ویسکانسین)
آرلینگتون، ویسکانسین (به انگلیسی: Arlington) یک روستا در ایالات متحده آمریکا است که در شهرستان کلمبیا، ویسکانسین واقع شده‌است.
این روستا در شهر آرلینگتون واقع شده‌است.

## خصوصیات
آرلینگتون ۲٫۶۲ کیلومترمربع مساحت و ۸۱۹ نفر جمعیت دارد و ۳۲۷ متر بالاتر از سطح دریا واقع شده‌است.